# Бруно Яландер
Бруно Яландер (швед. Bruno Fredrik Jalander 25 серпня 1872, Раахе, Велике князівство Фінляндське — 14 грудня 1966, Гельсінкі, Фінляндія) — фінський державний діяч, з 1920 по 1923 — міністр оборони Фінляндії, генерал. Чоловік оперної співачки Айно Акте.

## Життєпис
Міністр оборони Фінляндії, губернатор Нюландської губернії.
Народився 25 серпня 1872 в Раахе, у Великому князівстві Фінляндському.
У 1900-х — помічник Гельсингфорського поліцмейстера, капітан.
Під час громадянської війни у Фінляндії був на боці білих, один з організаторів Охоронного корпусу, отримав генеральський чин.
У незалежній Фінляндії з 15 березня 1920 по 9 квітня 1921 і з 3 вересня 1921 по 22 червня 1923 року був міністром оборони.
До 1932 — Нюландським губернатором.
У лютому 1932 вступив у конфлікт з правим Рухом Лапуа, який переріс в заколот в Мянтсяля.

## Родина
- Дружина — Айно Акте (1876—1944), відома оперна співачка. У шлюбі з 1919.